# 陳黌生
陳黌生（？—？），號赓虞，浙江紹興府余姚县人，明朝政治人物。

## 生平
嘉靖乙丑（1565年）九月二十九日（官年）生。萬曆十六年（1588年）戊子科浙江鄉試舉人，十七年（1589年）己丑科進士。大理寺觀政，十八年十二月授江西上高縣知縣，二十五年升任福州府同知，二十六年考察調簡，三十年起補山东郯城县知县，三十三年升大理寺左評事，三十六年升左寺副，三十八年升右寺正，三十九年官韶州府知府，四十三年六月升四川按察副使，遷貴州遵义兵备道，四十四年拾遺，四十五年京察。

## 家族
曾祖陳華。祖父陳文顯，知縣。父陳海，生员。